# Hopea exalata
Hopea exalata е вид растение от семейство Dipterocarpaceae. Видът е световно застрашен, със статут Уязвим.

## Разпространение
Разпространен е в Китай (Хайнан).